# 梅雷迪思號驅逐艦 (DD-165)
梅雷迪思號驅逐艦（舷號DD-165）是一艘美國海軍建造的驅逐艦，為維克斯級驅逐艦的91號艦。她是美軍第一艘以梅雷迪思為名的軍艦，以紀念第一次巴巴里戰爭時期的海軍軍官約拿敦·梅雷迪思（Jonathan Meredith）。
梅雷迪思號在1918年於霍河造船廠開始建造，在同年下水，於1919年服役，其時第一次世界大戰已經結束。稍後梅雷迪思號留在大西洋執勤，於1922年退役封存。1936年梅雷迪思號退役除籍，並按倫敦海軍條約出售拆解。